# Szimm al-Basal al-Bahrijja
Szimm al-Basal al-Bahrijja – miejscowość w Egipcie, w muhafazie Al-Minja, w dystrykcie Maghagha. W 2006 roku liczyła 7227 mieszkańców.